# Antechinus stuartii
El antequino pardo o de Stuart (Antechinus stuartii), también conocido como ratón marsupial de Macleay, es una especie de marsupial dasiuromorfo de la familia Dasyuridae endémica del sureste de Queensland y este de Nueva Gales del Sur Australia.

## Características
Capa pardo-grisácea uniforme, más clara en la región ventral. La cabeza es ancha con manchas más claras alrededor de los ojos. La cola es delgada y cubierta de pelo.

## Dieta y hábitat
Es un pequeño insectívoro marsupial que habita los bosques secos, mixtos y húmedos con densa cubierta vegetal.

## Biología de la reproducción
Los machos mueren después de la época de celo debido al cansancio, la inmunosupresión, el estrés y la explosión hormonal que conlleva la época reproductiva.

## Comportamiento
Mayoritariamente terrestre. Cuando la cubierta vegetal del suelo es escasa o la presión demográfica alta, no descarta adoptar hábitos arborícolas. Aunque es fundamentalmente activo durante la noche, puede mostrar ocasionalmente cierta actividad diurna.